# Entraide autogérée
L'entraide autogérée est une forme de solidarité sociale qui fonctionne démocratiquement en autogestion et permet à un groupe de s'entraider et/ou de défendre une cause commune.
Le terme est notamment employé en Suisse dans le domaine de la santé et de la psychologie. Dans ce contexte, cela peut-être un groupe de parole ou une réunion d'individus faisant valoir une expérience autour d'un thème commun. Ces personnes s'organisent en groupe et se rencontrent librement pour partager leurs stratégies, discuter de leur situation et se soutenir mutuellement, sur un pied d'égalité.

## Concept de l'entraide autogérée
L'entraide existe depuis que les êtres humains sont organisés en groupe. C'est Pierre Kropotkine qui, en 1902, en définit le concept dans son ouvrage L'Entraide, un facteur de l'évolution.
Il s'agit d'une forme de soutien mutuel, à savoir un système d'échanges non monétaires fait de dons et de contre-dons. Jacques T. Godbout propose qu'au travers du lien entre les membres du groupe, « donner et recevoir se confondent ». Il y a donc réciprocité dans la relation entre des personnes qui s'entraident.
L'entraide au sein d'un groupe d'entraide autogéré implique que toutes les parties sont sur pied d'égalité. Il s'agit d'une organisation de type autogestion, du fait que les participants au groupe sont tous concernés par une situation qui les rassemble et les place au même niveau. Le fait d'occuper une fonction dans le groupe (par exemple en être l'animateur ou encore la personne de contact pour l'extérieur) n'octroie pas de position hiérarchique supérieure.
Le libre arbitre est de mise : libre choix de l'implication dans la conduite et le fonctionnement du groupe (cela veut dire que chaque personne décide elle-même du rôle ou de la fonction qu'elle a envie d'occuper dans le groupe) et libre de choix de participer (à l'inverse d'un groupe thérapeutique, le nombre de séances ne se détermine pas à l'avance).
La solidarité et le non-jugement sont des valeurs inhérentes au fondement du groupe d'entraide autogéré. Les participants au groupe se comprendraient de manière instantanée, étant donné que la situation qu'ils vivent est identique. Et comme chacun vit la situation à sa manière, cela permettrait de cumuler un grand nombre d'expériences que le groupe peut partager. Ainsi, chacun peut apprendre des uns et des autres, au travers de l'acceptation de l'autre et de son vécu.
Les participants à un groupe d'entraide autogéré seraient des « experts par expérience » car ils feraient preuve d'une expertise également nommée naturelle, profane ou encore empirique. Cette expertise par expérience complèterait celle des professionnels de la santé et du social.

## L'autogestion
L'autogestion est un mode d'organisation au pouvoir horizontal (sans chef, ni autorité), qui sert à un groupe pour prendre des décisions en prenant compte chaque participant de ce groupe. Selon la forme qu'elle prend, on peut la considérer comme une démocratie directe. La responsabilité du groupe et les décisions prises pour son fonctionnement revient aux membres qui collaborent de manière égalitaire au sein du groupe. Le groupe évolue dans une co-construction de celui-ci (décisions, règles de fonctionnement, fréquence des rencontres, thèmes abordés, etc). L'autogestion dans un groupe d'entraide se manifeste également par le partage des responsabilités. Les tâches liées à son bon déroulement sont réparties entre les membres, cela permet ainsi à chacun de développer des compétences personnelles (animation des rencontres, s'exprimer en groupe, etc) et organisationnelles.

## Les effets de l'entraide autogérée dans les groupes de santé
La contribution de l’entraide autogérée aux services de la santé va de l’aide individuelle et mutuelle des membres des groupes aux soutiens professionnels spécialisés, en passant par l’engagement bénévole des intéressée-e-s au sein des groupes d’entraide.
En matière de comportements qui apparaissent le plus fréquemment, on observe entre autres la transmission des expériences et des sentiments, l’élaboration d’une compréhension approfondie de la situation dans le sens d’une exploration de soi, l’identification à d’autres participant-e-s du groupe, l’apprentissage par modèle et le reflet des propos.
Les groupes d’entraide constituent des ressources alternatives, supplémentaires et complémentaires à celles que fournissent le système de santé et les politiques sociales. Ils permettent aussi des formes de partenariats favorisant de nouvelles figures du/de la patient-e, usager-ère de la médecine, actif-ive face à la maladie, détenteur-trice de savoirs expérientiels,.
Dans les groupes d’entraide, ces affirmations se vérifient pleinement. En partageant soucis et espoirs, les personnes confrontées à des situations similaires renforcent leurs compétences. Elles expérimentent concrètement tout ce qui permet de rebondir et d’agir positivement sur leur situation ou leur santé. En découle une diminution de la pression liée à la situation, une augmentation des compétences en matière de recherches de solutions, une mobilisation de la capacité d’agir (empowerment) et une meilleure utilisation de l’aide professionnelle.

## Évolution historique
L'origine des groupes d'entraide autogérée tels qu'on les connaît actuellement, remonte à 1935 avec le premier regroupement des Alcooliques anonymes aux États-Unis. Ce mouvement prend de l'ampleur, s'étend à d'autres pays et s'ouvre à d'autres domaines.
La Seconde Guerre mondiale a laissé derrière elle des souffrances individuelles et des problématiques nouvelles (stress, difficultés mentales) pour lesquelles de nouvelles réponses et types de soutien ont dû être trouvés. Parallèlement, on assiste à un développement de travaux sur la dynamique de groupe qui mettent en lumière l'efficacité du soutien collectif dans l'évolution des croyances, attitudes et opinions individuelles. Les grandes politiques sociales se mettent en place et des groupements de patients s'organisent.
Les années 1960 à 1970 sont caractérisées par des mouvements sociaux d'émancipation qui amènent au développement de pratiques communautaires et à de nouvelles formes d'action collective. Il s'agit d'une mouvance d'autodétermination dans laquelle la capacité d'agir est mise en évidence. Le champ médical n'est pas épargné par cette vague et les années '60 et '70, connaissent une augmentation de groupes de patients qui partagent l'expérience de la même maladie. Dans ce sens, on peut parler de "self-help revolution", à savoir d'un élargissement des groupes d'entraide à plusieurs domaines (maladies, handicap, homosexualité, violences, etc.) et une entrée de ces groupes dans l'espace public. Leur visibilité augmente dans les années '80 avec la découverte du VIH et le sida. Le corps médical étant impuissant face à cette maladie, les malades et les proches se réunissent pour se soutenir mutuellement et partager leurs expériences. On assiste à un nouvel élan et d'engagement des personnes concernées.
L'essor des groupes d'entraide est tel que l'Organisation mondiale de la santé (OMS) émet, en 1982, une recommandation pour une politique de promotion des groupes d'entraide: « Sur le plan local, il s'agirait de créer des centres de ressources, réunir les moyens financiers, préparer l'aide technique, l'information et la documentation relatives aux différents groupes ainsi que d'autres ressources importantes. Sur les plans régional et national, il s'agirait de favoriser la constitution d'interfaces, c'est-à-dire les centres qui recueillent et diffusent les informations et documentations sur les groupes d'entraide, mais aussi et surtout organiser la discussion et la collaboration entre ces derniers ainsi qu'au sein du monde professionnel, de la science, du gouvernement et du grand public. »